# عزلة نقاق (شبوة)

تعديل مصدري - تعديل

عزلة نقاق هي إحدى عزل مديرية مرخة العليا في شبوة اليمنية ويبلغ تعداد سكانها 6511 نسمة حسب التعداد السكاني في اليمن لعام 2004.

## روابط خارجية
- الجهاز المركزي للإحصاء بالجمهورية اليمنية
- المركز الوطني للمعلومات باليمن
- World Gazetteer:Yemen
- الدليل الشامل